# Pteris dataensis
Pteris dataensis är en kantbräkenväxtart som beskrevs av Edwin Bingham Copeland. Pteris dataensis ingår i släktet Pteris och familjen Pteridaceae. Inga underarter finns listade.